# Dremomys
Dremomys es un género de roedores de la familia Sciuridae. Se distribuyen por la región indomalaya.

## Especies
Se reconocen las siguientes especies:
- Dremomys everetti (Thomas, 1890)
- Dremomys gularis Osgood, 1932
- Dremomys lokriah (Hodgson, 1836)
- Dremomys pernyi (Milne-Edwards, 1867)
- Dremomys pyrrhomerus (Thomas, 1895)
- Dremomys rufigenis (Blanford, 1878)